# دیپلمات (مجله)
دیپلمات (به انگلیسی: The Diplomat) یک مجله خبری الکترونیکی است که سیاست، جامعه و فرهنگ را در منطقه آسیا-اقیانوسیه پوشش می‌دهد و مقر فعلی آن در واشینگتن، دی.سی. است.
دیپلمات در اصل در سال ۲۰۰۱ در استرالیا تأسیس شد، اما به دلایل مالی در سال ۲۰۰۹ به یک نشریه الکترونیکی تبدیل گردید و به ژاپن و سپس به واشینگتن، دی.سی. نقل مکان کرد.
دیپلمات درحال حاضر متعلق به شرکت MHT است.

## تاریخچه
دیپلمات در اصل یک مجله چاپی دوماهه استرالیایی بود که توسط مین‌بوی جونز، دیوید لولین اسمیت و سانگ لی در سال ۲۰۰۱ تأسیس شد. اولین نسخه دیپلمات در آوریل ۲۰۰۲ با سردبیری بوی جونز و ناشر مؤسس آن لولین اسمیت منتشر شد.

## جوایز و تقدیر
در دسامبر ۲۰۱۰، گردآورنده اخبار آنلاین ریل‌کلیرپالیتیکس از دیپلمات به عنوان یکی از پنج سایت خبری برتر جهان در سال ۲۰۱۰ نام برد. در سال ۲۰۱۱، ریل‌کلیرپالیتیکس مجدداً دیپلمات را به عنوان یکی از پنج سایت خبری برتر جهان فهرست کرد.